# The Hidden (Computerspiel)
The Hidden ist eine Mehrspieler-Mod des Ego-Shooters Half-Life 2.
Das Konzept des Spiels wurde vorerst von einer Gruppe Studenten der University of Lincoln (Großbritannien) unter der Leitung von Mark Wherrett entwickelt. Es entstand ein Prototyp, bis Mark Wherrett sich 2005 entschieden hat das Projekt an das eigentliche Team abzugeben, das daran arbeitete, das Spielerlebnis mit Hilfe der Source-Engine zu verbessern.

## Handlung
Britische Wissenschaftler und Genetiker haben es bewerkstelligt, Licht um ein organisches Subjekt so abzulenken, dass es für das menschliche Auge unsichtbar wird. Unglücklicherweise führt dieser Vorgang zu starken und anhaltenden Schmerzen der Testperson, was gewöhnlich mit Realitätsverlust endete.
Bisher war es unmöglich, ein lebendes Subjekt mit der lichtablenkenden Fähigkeit zu erhalten. Ihr Durchbruch, nur bekannt als Subjekt 617 entkam, und das I.R.I.S. Team wurde ausgesendet, es zu eliminieren. Seit der Flucht wurde die Finanzierung enorm angehoben, die Britische Regierung stritt jedoch jegliche Anteilnahme am genetischen Experiment ab.

## Spielprinzip
Das Gameplay dreht sich um ein Team von I.R.I.S. Commandos, die einen einzelnen, als den „Hidden“ bezeichneten Spieler jagen. Während sich das I.R.I.S.-Team auf ihre Waffen und Teamwork verlassen müssen, ist der „Hidden“ nahezu unsichtbar und besitzt einen vollkommen anderen Waffensatz. Das I.R.I.S Mitglied, das den Hidden tötet erhält das Privileg in der nächsten Runde selbst den Hidden zu spielen. Dieser kann gewinnen, indem er es schafft, das gesamte I.R.I.S.-Team auszuschalten. Das Spawn System ähnelt sehr dem von Counter-Strike, sodass getötete Spieler bis zum Ende der Runde warten müssen, um wieder zu spawnen. Der Hidden kann, wenn er einen Gegner eliminiert hat, diesen verspeisen und so Lebensenergie zurückgewinnen. Ein wesentlicher Teil des Spieles dreht sich um Angst. Da der Hidden nur durch eine leichte Brechung des Lichts zu erkennen ist, seine Gegner durch Wände hindurch erkennen kann und sich selbst an Decken entlanghangelt, müssen die I.R.I.S.-Mitglieder jederzeit konzentriert sein.
I.R.I.S.-Einheiten haben die Wahl zwischen zwei Spielklassen, einmal der „Angreiferklasse“ und der „Versorgungsklasse“. Des Weiteren müssen sie eine Primärwaffe, eine Sekundärwaffe und einen zusätzlichen Ausrüstungsgegenstand wählen.

## Auszeichnungen
- 2006: Mod Database: „Editors Choice: Multiplayer Award“
- 2006: Independent Games Festival Awards: Finalist in der Kategorie „Best Mod – Half-Life 2“